# Госпожа Фазилет и её дочери
Госпожа Фазилет и её дочери (тур. Fazilet Hanım ve Kızları) — турецкий драматический телесериал производства Avşar Film. Сериал, состоящий из двух сезонов и 50-ти серий, транслировался с 25 марта 2017 года по 9 июня 2018 года на телеканале Star TV. Режиссёрами первого сезона выступили Мурат Сарачоглу и Гюнай Гюнайдын, второго — Гёкчен Уста, сценаристом обоих сезонов — Сырма Янык. В 2018 году сериал был номинирован на премию «Золотая пальмовая ветвь» в категории «Лучший драматический телесериал». В том же году сериал получил четыре награды Молодёжной премии Турции в категориях «Лучший телесериал», «Лучший телевизионный актёр» (Чаглар Эртугрул), «Лучшая телевизионная актриса» (Дениз Байсал) и «Лучшая телевизионная актриса второго плана» (Афра Сарачоглу).

## Сюжет
Фазилет Чамкыран (Назан Кесал) живёт в бедности вместе с двумя дочерями — тренером по боксу с «пацанским» характером Хазан (Дениз Байсал) и 17-летней красавицей Эдже (Афра Сарачоглу). Мечтающая о богатой жизни Фазилет намерена стать частью одной из самых богатых семей Стамбула, семьи Эгемен, с помощью своих дочерей, несмотря на их сопротивление и то, что их в особняке Эгеменов никто не ждёт.
Тем временем в самой семье Эгемен не всё гладко: мать семейства Севинч (Зеррин Нишанджи) умирает от болезни, которую скрыла со своим мужем Хазымом (Махир Гюнширай) от своих домочадцев. Более того, Хазыма начинает преследовать таинственная женщина Кериме (Тюркан Кылыч), уверенная в том, что один из сыновей Хазыма — её биологический сын. Ягыз (Чаглар Эртугрул) и Синан (Альп Навруз), сыновья Хазыма, крепко дружат с детства, однако их братская любовь подвергается испытанию: они оба влюбляются в Хазан, старшую дочь Фазилет.

## Актёры и персонажи
| Актёр             | Персонаж                | Серии       |
| ----------------- | ----------------------- | ----------- |
| Назан Кесал       | Фазилет Чамкыран        | 1-50        |
| Дениз Байсал      | Хазан Чамкыран          | 1-50        |
| Афра Сарачоглу    | Эдже Чамкыран / Эгемен  | 1-50        |
| Чаглар Эртугрул   | Ягыз Эгемен             | 1-50        |
| Альп Навруз       | Синан Эгемен            | 1-50        |
| Махир Гюнширай    | Хазым Эгемен            | 1-50        |
| Толга Гюлеч       | Гёкхан Эгемен           | 1-50        |
| Хазал Тюресан     | Ясемин Эгемен           | 1-50        |
| Идрис Неби Ташкан | Ясин Демиркол           | 1-50        |
| Туба Мелис Тюрк   | Ниль Шаноглу            | 1-13, 30-50 |
| Эджем Балтаджы    | Селин Эгемен / Демиркол | 1-50        |
| Тюркан Кылыч      | Кериме Йылдыз           | 2-50        |

### Выбывшие до финала
| Актёр           | Персонаж      | Серии |
| --------------- | ------------- | ----- |
| Гюльсен Тунджер | Гюзиде Эгемен | 3-18  |

## Даты трансляции в Турции
| Сезон   | День и время трансляции | Начало сезона    | Конец сезона        | Количество серий в сезоне | Диапозон серий внутри сезона | Год выпуска | Телеканал |
| ------- | ----------------------- | ---------------- | ------------------- | ------------------------- | ---------------------------- | ----------- | --------- |
| 1 сезон | Суббота 20.00           | 25 марта 2017    | 17 июня 2017        | 13                        | 1-13                         | 2017        | Star TV   |
| 2 сезон | Суббота 20.00           | 16 сентября 2017 | 9 июня 2018 (финал) | 37                        | 14-50                        | 2017-2018   | Star TV   |

## Трансляции в других странах
| Страна               | Телеканал                          | Дата трансляций                       |
| -------------------- | ---------------------------------- | ------------------------------------- |
| Албания              | Jolly TV                           |                                       |
| Бахрейн              | OSN                                |                                       |
| Болгария             | Диема Фемили, Нова Тв              |                                       |
| Босния и Герцеговина |                                    |                                       |
| Германия             |                                    |                                       |
| Греция               | ANT1                               |                                       |
| Грузия               | Rustavi 2                          |                                       |
| Египет               | OSN                                |                                       |
| Израиль              | OSN                                |                                       |
| Иордания             | OSN                                |                                       |
| Ирак                 | OSN                                |                                       |
| Йемен                | OSN                                |                                       |
| Казахстан            | 31 канал                           |                                       |
| Катар                | OSN                                |                                       |
| Колумбия             | Canal 1                            |                                       |
| Кувейт               | OSN                                |                                       |
| Ливан                | OSN                                |                                       |
| Ливия                | OSN                                |                                       |
| Мавритания           | OSN                                |                                       |
| Северная Македония   |                                    |                                       |
| Марокко              | OSN                                |                                       |
| Молдова              |                                    |                                       |
| Оман                 | OSN                                |                                       |
| Палестина            | OSN                                |                                       |
| Парагвай             | Telefuturo                         |                                       |
| Россия               | «Романтичное» (Триколор)           | с 14 ноября 2022 по 29 июня 2023 года |
| Саудовская Аравия    | OSN                                |                                       |
| Сербия               | RTV Pink                           |                                       |
| Сирия                | OSN                                |                                       |
| Словения             | POP TV                             |                                       |
| Судан                | OSN                                |                                       |
| США                  | Univision                          |                                       |
| Тунис                | OSN                                |                                       |
| Узбекистан           | Sevimli TV                         |                                       |
| Украина              | Интер                              |                                       |
| Хорватия             |                                    |                                       |
| Черногория           |                                    |                                       |
| Чили                 | Chilevisión                        |                                       |
| Чад                  | OSN                                |                                       |
| Венгрия              | TV2 (премьера), Izaura TV (повтор) | с 4 февраля по 13 октября 2022 года   |